# Pseudocalolampra pilosa
Pseudocalolampra pilosa är en kackerlacksart som beskrevs av Philippe Grandcolas 1993. Pseudocalolampra pilosa ingår i släktet Pseudocalolampra och familjen jättekackerlackor.
Artens utbredningsområde är Madagaskar. Inga underarter finns listade i Catalogue of Life.